# Henri-Georges Clouzot
Henri-Georges Clouzot (Niort, 20 de novembre del 1907 − París, 12 de gener de 1977) fou un director, guionista i productor de cinema, francès. Autor de clàssics com ara Le Salaire de la peur o Les Diaboliques.

## Biografia[1]
Després d'acabar els seus estudis, va treballar de periodista. En la dècada de 1930 va treballar a Berlín com a supervisor de doblatges. De tornada a França, va començar en el cinema escrivint guions, per a ell mateix i per a altres directors.
El 1942, durant l'ocupació alemanya, el Ministeri de propaganda de Goebbels, va fundar la productora Continental-Films , creada per reemplaçar la producció de Hollywood, en la qual Clouzot va debutar com a director en L'assassí viu en la 21  (1942), per a després l'any següent filmar Le Corbeau pel·lícula que va causar polèmica, rebent Clouzot crítiques pel tema que tracta: la misèria moral dels habitants d'un poble francès. La pel·lícula va ser titllada de col·laboracionista, i li va costar al director certa marginació en l'ambient del cinema francès.
Tanmateix aviat va reprendre la seva activitat, i algunes de les seves següents pel·lícules van ser premiades en diversos festivals (Premi Internacional al millor director del Festival de Venècia per En legítima defensa (1947), i Lleó d'Or del mateix festival, per Manon (1949). Va fundar llavors una productora pròpia, Vora Films (per la seva esposa, l'actriu Véra Clouzot).
En la dècada de 1950, va dirigir el llargmetratge Le Salaire de la peur, que va ser premiat en el Festival de Berlín i en el Festival de Cannes, seguit de Les Diaboliques (1954), el documental Le Mystère Picasso (1956) i el film La veritat (1960), amb la participació de Brigitte Bardot.
Va morir a París el 12 de gener de 1977.
Clouzot estava situat entre el primer cinema francès i la nouvelle vague. No va ser un revolucionari del llenguatge cinematogràfic, però sí que va crear atmosferes opressives i sòrdides, i personatges d'instints primaris i ambivalència moral. N'havia llegit moltes, de novel·les policíaques (especialment perquè la tuberculosi el va tenir al llit durant alguns anys) i aquestes van forjar la seva perspectiva negativa de la societat.

## Filmografia[4]

### Director
- 1931: La Terreur des Batignolles (curt)
- 1942: L'assassin habite au 21
- 1943: Le Corbeau
- 1947: Quai des Orfèvres (també dialoguista)
- 1949: Manon
- 1949: Retour à la vie (segment Le Retour de Jean)
- 1950: Le Voyage en Brésil (inacabada)
- 1950: Miquette et sa mère
- 1953: Le Salaire de la peur (també dialoguista i productor)
- 1955: Les Diaboliques[5] (també productor)
- 1956: Le Mystère Picasso (també productor)
- 1957: Les Espions (també productor)
- 1960: La Vérité
- 1964: L'Enfer, inacabada
- 1966: Grands chefs d'orchestre (Messa da Requiem von Giuseppe Verdi)
- 1968: La presonera (La Prisonnière)